# Киржач
Киржач (на руски: Киржач) е град в Русия, административен център на Киржачки район, Владимирска област. Населението на града към 1 януари 2018 година е 26 676 души.